# 埃拉

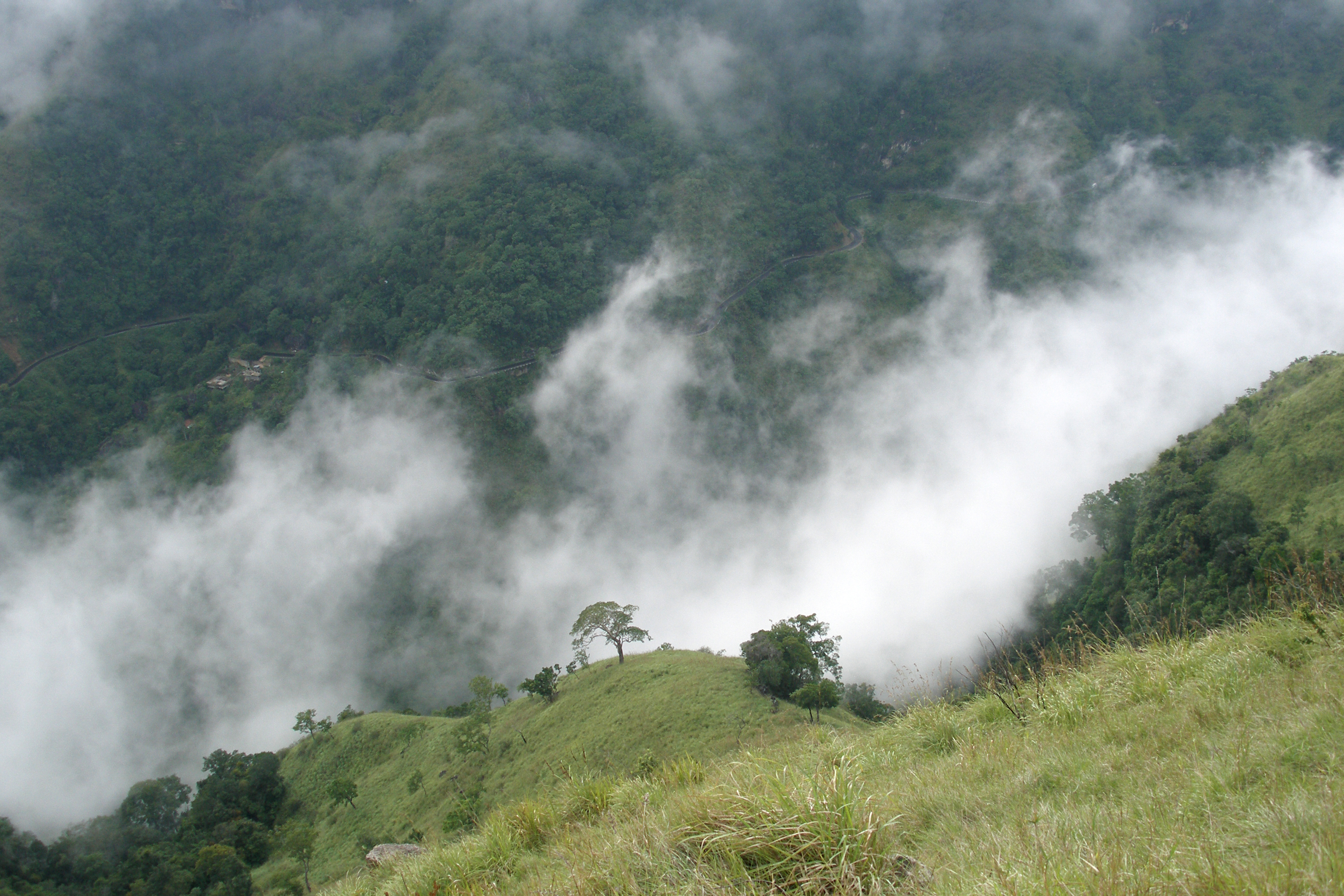
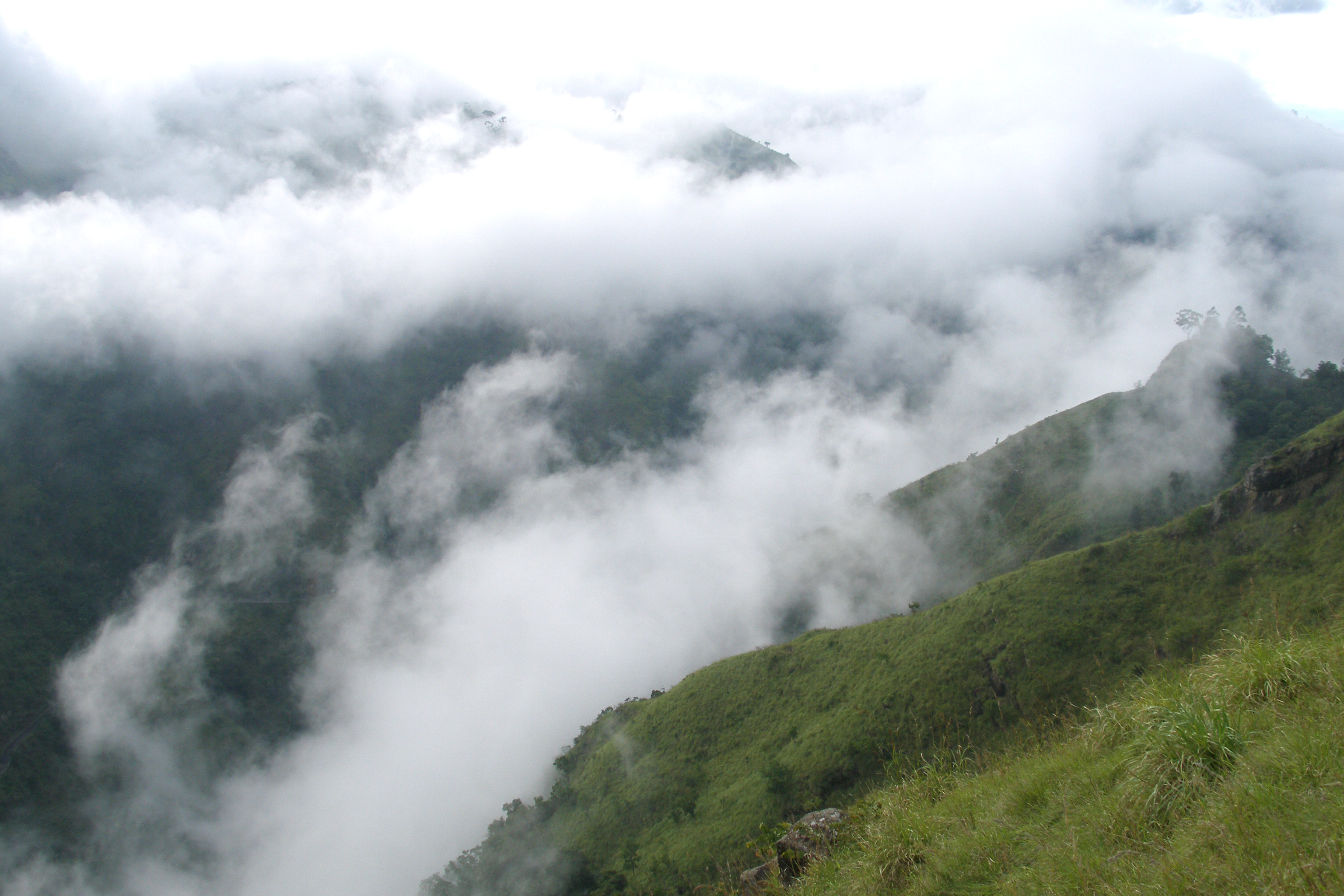
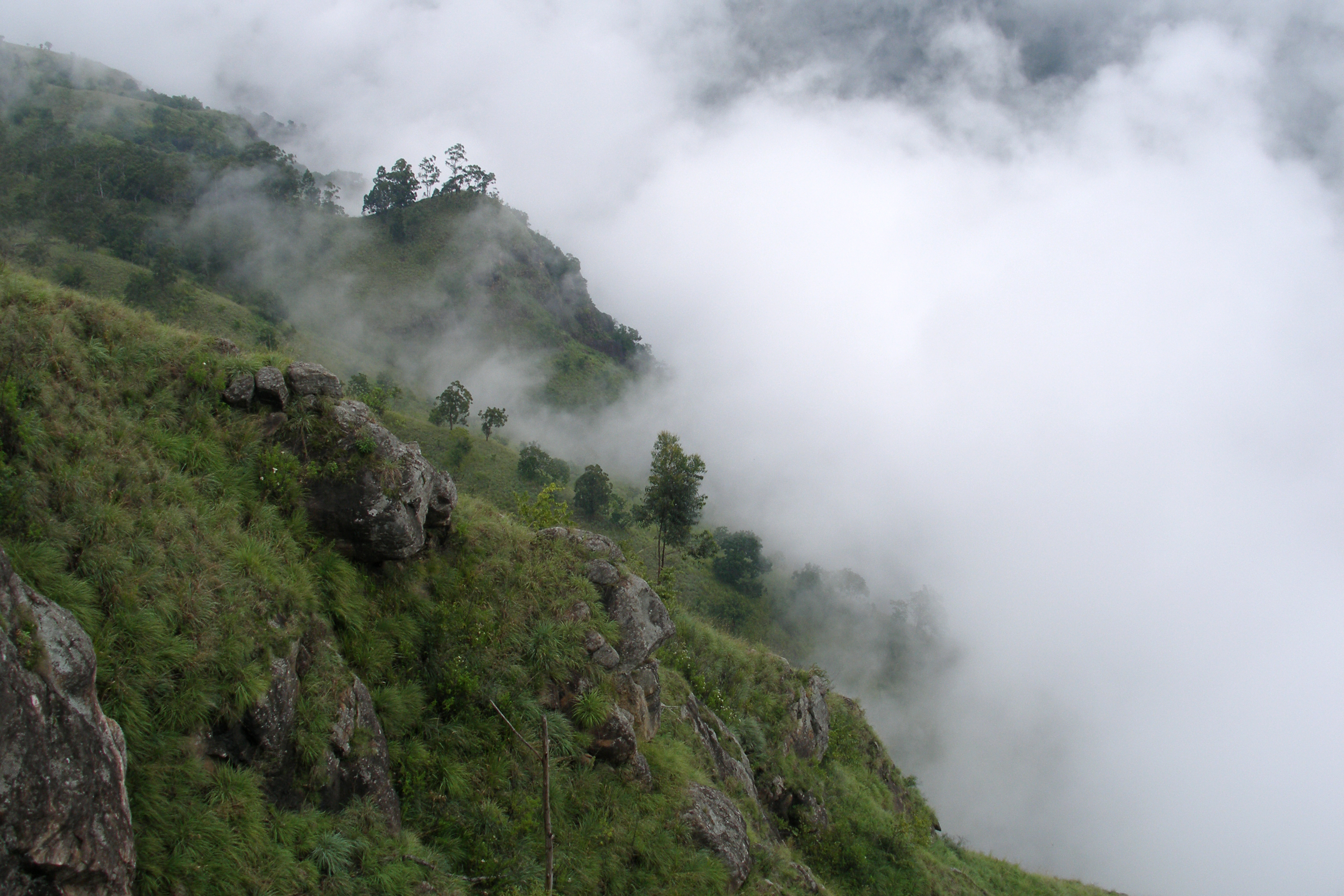
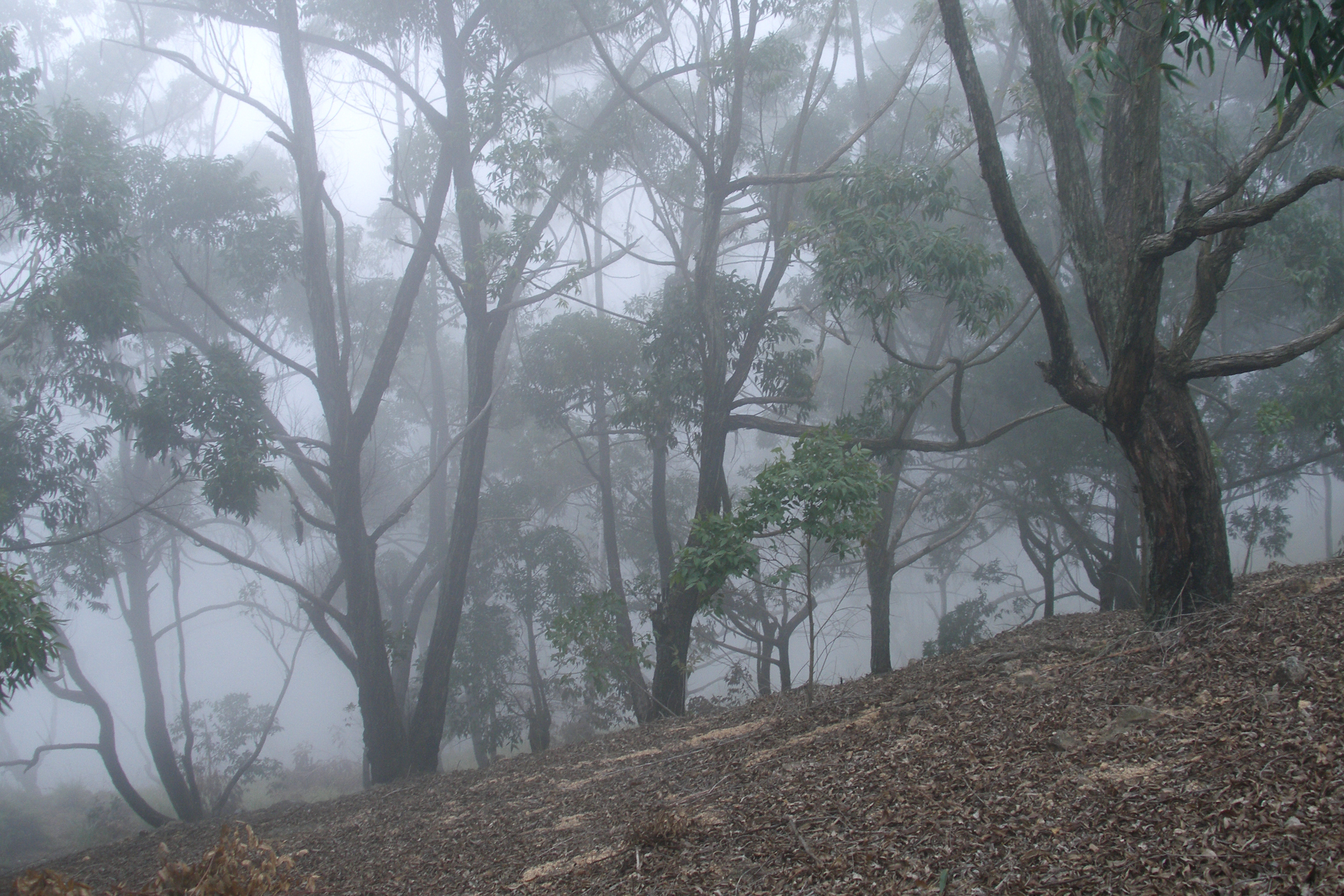
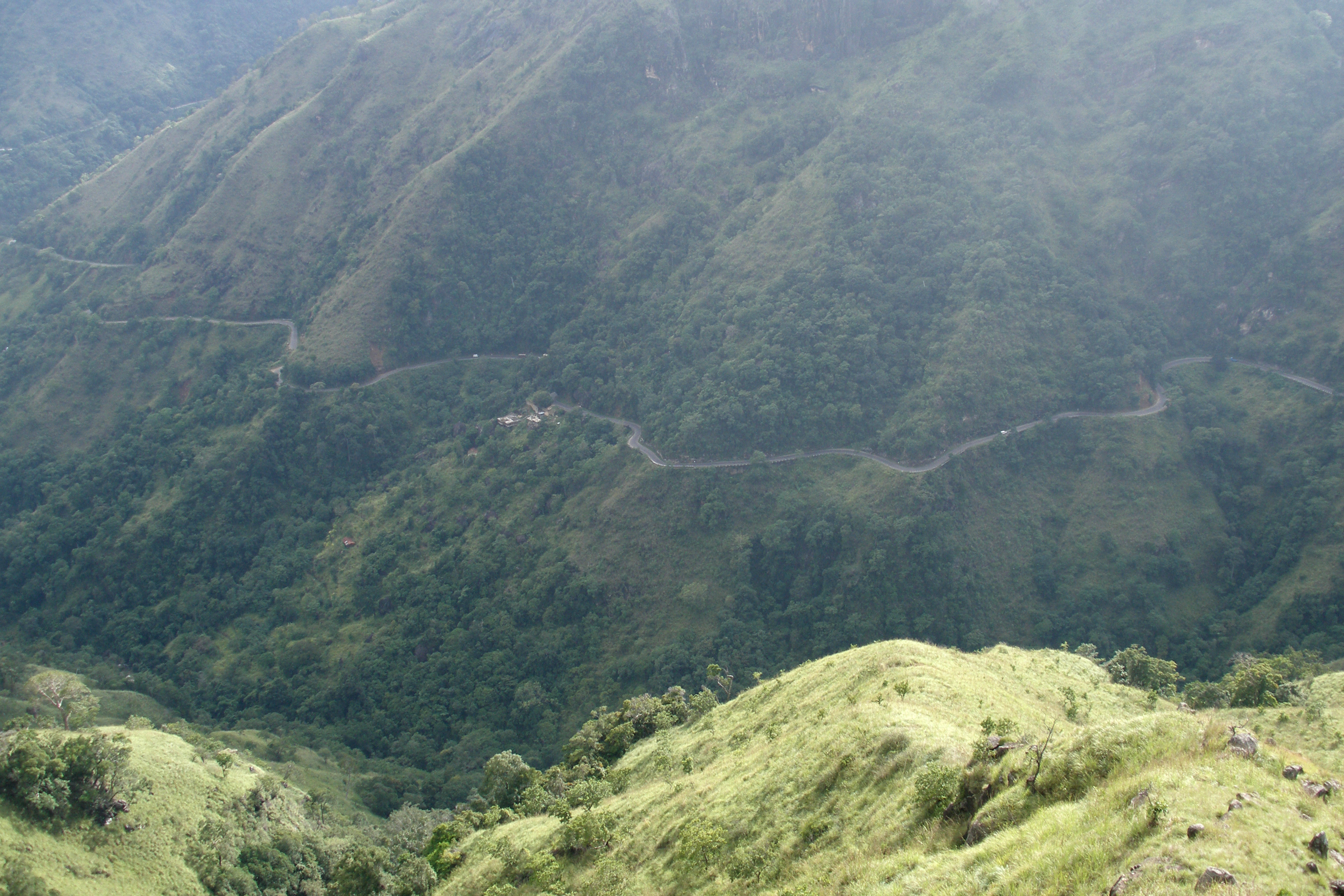

埃拉（僧伽罗语：ඇල්ල；泰米尔语：எல்ல）是斯里兰卡烏沃省巴杜勒區的一个小镇，該鎮位於科倫坡以東約200公里，海拔1,041米。埃拉當地具有生物多樣性，密布着众多品种的动植物。埃拉周围的山丘上為云雾森林和茶叶种植园。由于海拔较高，该镇的气候比周围海拔較低的地方凉爽。